# 席大賓
席大賔（1499年—？年），字子瞻，號星崖，雲南雲南左衛官籍，直隸定遠縣（今安徽省定遠縣）人，明朝政治人物。

## 生平
嘉靖十年（1531年）辛卯科雲貴鄉試舉人，十一年壬辰科第三甲第一百六十五名進士。戶部觀政，授行人司行人，十七年八月选授戶科給事中，二十三年四月升吏科右給事中，二十四年四月升兵科左，八月升户科都給事，以終養歸。復除戶科都，尋以疾歸。

## 家族
曾祖席龎，祖席允中，父席純，母向氏；繼母藺氏。兄璋（指揮僉事）；尚賢，子前誼；前綽。